# آرامگاه سید مهدی
مقبره سید مهدی مربوط به اواخر دوره قاجار است و در ایرانشهر، حد فاصل خیابان ولایت و فردوسی، بلوار معلم واقع شده و این اثر در تاریخ ۱۷ اسفند ۱۳۸۱ با شمارهٔ ثبت ۷۷۰۵ به‌عنوان یکی از آثار ملی ایران به ثبت رسیده است.